# Brabham BT49
Brabham BT49 – samochód Formuły 1, zaprojektowany przez Gordona Murraya dla brytyjskiego zespołu Brabham. Uczestniczył w sezonach 1979–1982 Formuły 1 i był używany przez Nelsona Piqueta, gdy ten zdobył swój tytuł mistrza świata w roku 1981.
Samochód zaprojektowano jako przejściowego zastępcę dla napędzanego silnikami Alfa Romeo Brabhama BT48 po tym, gdy właściciel zespołu, Bernie Ecclestone, zdecydował się na zakończenie współpracy z włoskim producentem. BT49 został stworzony w sześć tygodni i korzystał z wielu elementów modelu BT48, ale w przeciwieństwie do niego był wyposażony w silnik Ford Cosworth DFV. Nadwozie monocoque wykonano ze stopów aluminium oraz włókien węglowych. Samochód w pewnych okresach był wyposażony w zawieszenie hydropneumatyczne oraz "hamulce chłodzone wodą".
Brabham BT49 używany był przez cztery sezony. Zbudowano siedemnaście egzemplarzy modelu. Od 1995 roku BT49 bierze udział w zawodach historycznych samochodów Formuły 1.

## Koncept
Brabham BT49 został zaprojektowany w trakcie sezonu 1979 przez Gordona Murraya. W tym czasie zespół Brabham współpracował z włoskim koncernem Alfa Romeo, który dostarczał silniki. Niki Lauda w Brabhamie napędzanym silnikiem Alfa Romeo wygrał w sezonie 1978 dwa wyścigi. Latem 1979 roku Alfa Romeo wystawiła w wyścigach Formuły 1 dwa modele – 177 i 179, co spowodowało, że właściciel Brabhama, Bernie Ecclestone, uznał współpracę z tą firmą za zakończoną. Ecclestone nie chciał bowiem, by przez wzgląd na wystawienie swojego fabrycznego zespołu Alfa Romeo zaczęła traktować Brabhama jako "zespół numer dwa".
Silniki Alfa Romeo osiągały dużą moc, ale sprawiały problemy, ponadto na początku sezonu 1979 przestały być rozwijane. Były one również szerokie, co uniemożliwiało uzyskanie efektu przypowierzchniowego. Z tego powodu Brabham zamienił silniki Alfa Romeo na znane, solidne i powszechnie używane jednostki Ford Cosworth DFV, których ostatnio używał w sezonie 1975. Model BT49 został zbudowany w sześć tygodni, na Grand Prix Kanady przygotowano trzy samochody: dwa z nich były przerobionymi modelami BT48, jeden został zbudowany od podstaw. W sezonie 1980 1980 użyto dwóch BT49 z 1979 roku oraz siedmiu nowych.

## Nadwozie i zawieszenie
Podobnie jak wszystkie samochody Formuły 1 tamtego okresu, nadwozie Brabhama BT49 oparte zostało na konstrukcji monocoque. Jego warstwy zostały wykonane ze stopów aluminium wzmocnionych płytami z włókien węglowych. BT49 był jednym z pierwszych w historii Formuły 1 samochodów z tego typu strukturą materiałową. Nadwozie było nieco dłuższe niż w przypadku modelu BT48, miało zmienione sekcje boczne i mniejszy zbiornik paliwa (173 zamiast 205 litrów), co wynikało z mniejszego zużycia paliwa przez silniki Forda. Pozwoliło to na zmniejszenie masy samochodu o 15,9 kg, natomiast w przypadku w pełni zatankowanego samochodu jego masa była niższa od modelu BT48 o 43,1 kg.
Podwozie samochodu zostało ukształtowane tak, by utworzyć docisk przez uzyskanie efektu przypowierzchniowego. Powietrze pod samochodem przechodziło szybciej i dzięki temu zmniejszało się jego ciśnienie, zgodnie z paradoksem hydrodynamicznym. Dawało to efekt "przysysania" samochodu do toru, co zwiększało przyczepność opon, dzięki czemu samochód szybciej pokonywał zakręty. W swojej pierwotnej formie wytworzenie obszaru obniżonego ciśnienia pod samochodem było wspomagane przez boczne "fartuchy", które uszczelniały przestrzeń pomiędzy samochodem a podłożem, utrzymując się na stałym poziomie niezależnie od prześwitu samochodu, co zapobiegało zasysaniu pod niego powietrza z boków. Aerodynamika była dużą zaletą Brabhama BT49, model wytwarzał więcej docisku niż jakikolwiek inny ówczesny samochód, głównie za sprawą efektu przypowierzchniowego. Zawieszenie było podobne do stosowanego w Brabhamie BT48. Składały się na nie podwójne wahacze z przodu i z tyłu, z mocowanymi do podwozia sprężynami i amortyzatorami aktywowanymi przez popychacze. Z przodu i z tyłu zastosowano stabilizatory poprzeczne. Hamulce tarczowe zostały zamontowane w piastach kół i aktywowane były przez czterotłoczkowe zaciski. W trakcie większości startów używano konwencjonalnych hamulców stalowych. W latach 1981–1982 stosowano lżejsze tarcze i klocki hamulcowe wykonane z włókna węglowego wzmocnionego węglem – rozwiązanie to Brabham zastosował po raz pierwszy w 1976 roku. Koła miały średnicę 13 cali, chociaż okazjonalnie stosowano przednie koła o średnicy 15 cali. Samochód początkowo jeździł na oponach Goodyear, ale w 1981, kiedy Goodyear tymczasowo wycofał się z Formuły 1, zespół musiał dostosować model BT49 do nowych opon radialnych Michelin. W warunkach suchych stosowano opony typu slick, a w mokrych – opony bieżnikowane.

## Silnik i skrzynia biegów

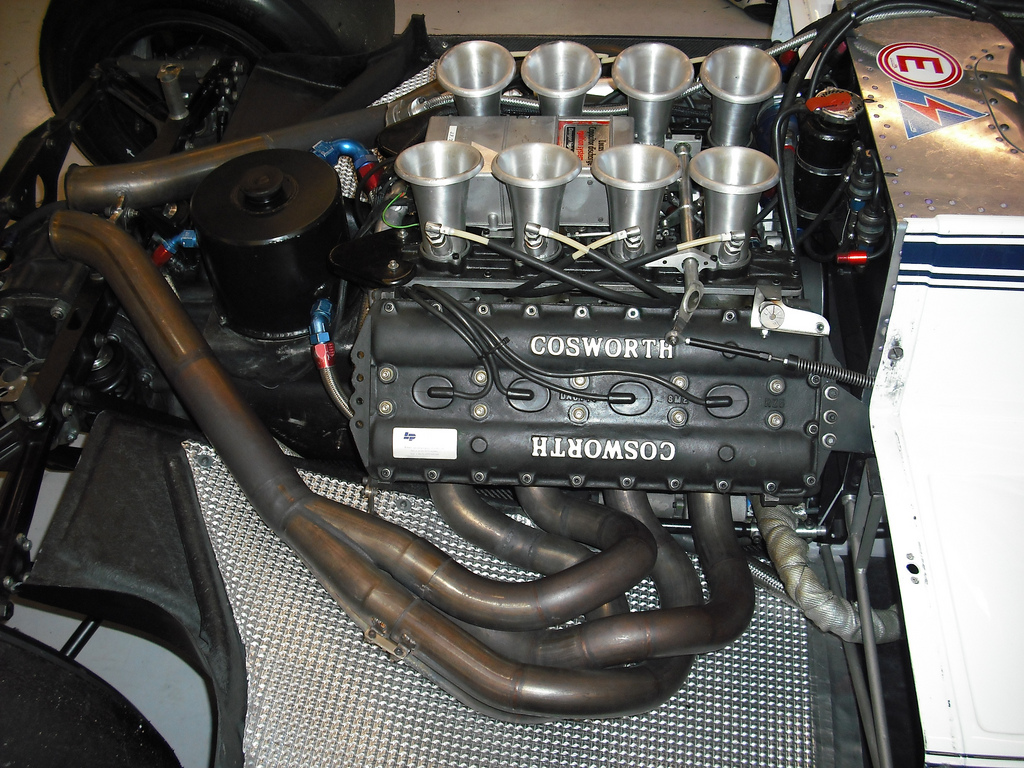
Silnik Ford Cosworth DFV używany w Brabhamie BT49

Silniki Ford Cosworth DFV były produkowane przez firmę Cosworth z siedzibą w Northampton, używano ich w Formule 1 od roku 1967. Pojemność skokowa wynosiła 2993 cm³. Był to silnik wolnossący, czterosuwowy z dwoma rzędami czterech cylindrów ustawionych do siebie pod kątem 90 stopni w konfiguracji V8. Blok silnika wykonany był ze stopów aluminium. Każda głowica cylindra miała jedną świecę zapłonową i cztery zawory, aktywowane przez podwójny wałek rozrządu w głowicy. Elementy te, wraz z płaskim wałem korbowym pozwalały na zastosowanie stosunkowo prostego układu wydechowego, w którym rury wydechowe wychodziły na zewnętrzną stronę bloku. Silnik był chłodzony wodą, z chłodnicami wody i oleju umieszczonymi odpowiednio w lewej i prawej sekcji bocznej. W 1980 roku wprowadzono poprawioną wersję silnika DFV, w której zmniejszono rozmiar niektórych elementów, takich jak pompa olejowa czy wodna. Ponadto elementy te zostały zgrupowane po bokach silnika, by zapewnić więcej miejsca dla "tunelu" w celu uzyskania efektu przypowierzchniowego pod samochodem.
Tak jak u konkurentów, w modelu BT49 silnik był elementem strukturalnym, który przenosił wszystkie obciążenia pomiędzy przednią i tylną częścią samochodu: przód silnika był połączony z integralnym zbiornikiem paliwa, a tył sięgał do tylnego zawieszenia i skrzyni biegów. Silnik DFV był znacznie lepiej zintegrowany z samochodem niż duże i ciężkie jednostki Alfa Romeo.
W czasie w którym był używany w modelu BT49, silnik Ford Cosworth DFV ważył 154 kg i generował około 500 KM przy 11000 obr./min. Maksymalny moment obrotowy wynosił 366 N·m przy 9000 obr./min. Po pierwszej sesji testowej Nelson Piquet skrytykował silnik DFV. W roku 1979, kiedy zadebiutował model BT49, wszystkie zespoły z wyjątkiem trzech (Ferrari, Renault i Alfa Romeo) używały jednostek DFV, najmocniejszy silnik innego producenta (V12 konstrukcji Alfa Romeo) produkował 525 KM. W roku 1982 większość zespołów nadal używała silników DFV, ale BMW, Ferrari, Hart i Renault rozwijały silniki turbodoładowane. Silnik V6 Ferrari z 1982 roku produkował około 580 KM, a silniki DFV nadal utrzymały moc około 500 KM.
Brabham BT49 początkowo został wyposażony w tę samą skrzynię biegów, której zespół używał od roku 1977: sześciostopniową jednostkę z obudową konstrukcji Brabhama, odlewem Alfa Romeo i biegami konstrukcji Hewlanda.

## Odmiany

### BT49B
Model BT49B pojawił się na początku sezonu 1980. Odmiana ta została zaprojektowana wokół nowej poprzecznej skrzyni biegów konstrukcji Pete’a Weismanna. Nowa jednostka mogła być wyposażona w pięć lub sześć biegów i była wysoka i wąska, pozwalając na czystszy przepływ powietrza pod samochodem, co miało poprawić efekt przypowierzchniowy. Zaprojektowano nowy układ tylnego zawieszenia, lepiej współpracujący z tą skrzynią biegów. W układzie tym standardowe popychacze zostały zastąpione wahaczami nośnymi, które aktywowały pionowe sprężyny umieszczone za skrzynią biegów. Skrzynia biegów Weismanna okazała się zawodna i była używana głównie w zapasowym samochodzie do Grand Prix Holandii.

### BT49T
W 1980 roku skonstruowano zmodyfikowaną wersję modelu BT49, oznaczoną BT49T. Służyła ona do testowania wczesnych turbodoładowanych silników BMW R4 o pojemności 1499 cm³ i mocy 557 KM. Pojedyncza turbosprężarka KKK użyta w tym samochodzie została umieszczona w jego lewej części.

### BT49C
Na sezon 1981 wyprodukowano Brabhama BT49C, który był lżejszy od wersji podstawowej ze względu na szersze zastosowanie materiałów kompozytowych z węgla. Wybudowano od nowa pięć egzemplarzy tego modelu, a dwa samochody ubiegłoroczne zostały przekształcone na tę specyfikację. Na sezon 1981 przepisy określały minimalny prześwit na poziomie 60 mm, ponadto zabroniono używania przesuwnych "fartuchów", co miało na celu ograniczenie efektu przypowierzchniowego i spowolnienie samochodów. Murray w związku z tym opracował zawieszenie hydropneumatyczne, w którym amortyzatory pneumatyczne zapewniają stały prześwit pojazdu. Gdy samochód jechał, docisk sprężał powietrze w amortyzatorach i samochód miał znacznie niższy prześwit, tworząc więcej docisku. Ponieważ nie można było stosować przesuwnych "fartuchów" i należało je poprawić, zawieszenie musiało być bardzo sztywne, by umożliwić "fartuchom" dokładne uszczelnienie boków pojazdu; pod koniec sezonu 1981 całkowite przesunięcie zawieszenia utrzymywało się na poziomie 38 mm, z czego połowa pochodziła z kompresji opon. Produkowano także specjalne, lekkie modele na kwalifikacje: miały one mały zbiornik paliwa i lżejsze tarcze i klocki hamulcowe, wykonane z włókna węglowego wzmocnionego węglem.

### BT49D
Na sezon 1982 wybudowano trzy egzemplarze Brabhama BT49D, które miały lżejsze, jednoczęściowe nadwozie. W tym czasie samochody musiały być obciążone balastem w celu dostosowania ich do minimalnej masy samochodu, określonej w przepisach na 580 kg. Brabham BT49D był wyposażony w hamulce wykonane z włókna węglowego wzmocnionego węglem i był jednym z kilku pojazdów napędzanych silnikami DFV wyposażonych w duże zbiorniki wody, pozornie służące do chłodzenia hamulców ("hamulce chłodzone wodą"). Rozwiązanie to, powstałe w trakcie konfliktu FISA-FOCA, polegało na tym, że woda służąca do chłodzenia hamulców na początku wyścigu była rozpryskiwana, dzięki czemu samochody osiągały masę o 50 kg mniejszą od minimalnej masy samochodu określonej przez przepisy; w przepisach pojawił się zapis, że pod koniec wyścigu można uzupełniać płyny, by na obowiązkowym ważeniu pojazdy miały regulaminową masę. W związku z tym po wyścigu zespoły napełniały zbiorniki wodą, co z punktu widzenia zespołów stosujących silniki DFV było zgodne z przepisami, a jednocześnie wyrównywało ich szanse w pojedynku z mocniejszymi samochodami turbodoładowanymi. W sezonie usunięto zapis regulujący minimalny prześwit na poziomie 60 mm, niemniej jednak w Brabhamie BT49D pozostały nieruchome "fartuchy" i bardzo sztywne zawieszenie.

## BT49 w wyścigach
Debiut Brabhama BT49 przypadł na Grand Prix Kanady 1979. Po 10 okrążeniach treningów przed tym Grand Prix czołowy kierowca zespołu, Niki Lauda, nagle zatrzymał się i powiedział, że odchodzi z Formuły 1, ponieważ "znudziła mu się jazda w kółko". W wyścigu o Grand Prix Kanady Nelson Piquet jechał na trzecim miejscu, ale zepsuła mu się skrzynia biegów. Zastępca Laudy, Ricardo Zunino, był siódmy. W ostatnim wyścigu sezonu, o Grand Prix Stanów Zjednoczonych, Zunino miał wypadek, natomiast Piquet ustanowił najszybsze okrążenie, ale nie ukończył wyścigu na skutek awarii układu napędowego.
Na początku sezonu 1980 Piquet zdobył punkty w Grand Prix Argentyny i RPA (wyścigi te wygrali odpowiednio Alan Jones w Williamsie FW07 oraz René Arnoux w turbodoładowanym Renault RE20). W czwartym wyścigu sezonu, o Grand Prix Stanów Zjednoczonych Zachód Piquet w poprawionym Brabhamie BT49 z ulepszonymi sekcjami bocznymi, nadwoziem i zawieszeniem wywalczył pole position z przewagą ponad jednej sekundy i wygrał wyścig, prowadząc od startu do mety. Piquet w pozostałych do końca sezonu eliminacjach zdobył punkty w siedmiu z dziesięciu wyścigów. Pod koniec sezonu, na Grand Prix Holandii odbywające się na szybkim torze Circuit Park Zandvoort, wydłużono rozstaw osi w Brabhamie BT49 o 7,5 cm, a samochód był ustawiony tak, by minimalizować opór powietrza. W wyścigu wygrał Piquet po tym, jak Alan Jones zniszczył swój samochód wskutek otarcia o krawężnik. Piquet wygrał kolejny wyścig, o Grand Prix Włoch i objął prowadzenie w mistrzostwach. Do końca sezonu model BT49 był prawdopodobnie najszybszym samochodem napędzanym silnikiem Cosworth, ale Piquet stracił tytuł na rzecz Jonesa w przedostatnim wyścigu sezonu – o Grand Prix Kanady, kiedy to rozwinięty silnik zepsuł się w samochodzie Brazylijczyka w czasie, gdy prowadził on w wyścigu. BT49 prowadzone przez drugich kierowców zespołu – Zunino, a następnie od połowy sezonu Héctora Rebaque – albo nie kończyły wyścigów, albo nie zdobywały punktów; wyjątkiem było szóste miejsce Rebaque w Kanadzie. Zespół zajął trzecie miejsce w klasyfikacji konstruktorów, za Williamsem i Ligierem, chociaż miał w praktyce tylko jednego kierowcę zdolnego zdobywać punkty.
Konflikt pomiędzy zespołami a administracją Formuły 1 na temat przepisów na sezon 1981 przyczynił się do tymczasowego odejścia z Formuły 1 firmy oponiarskiej Goodyear. Oznaczał on także, że Grand Prix Południowej Afryki było wyścigiem nie wliczanym do mistrzostw, w którym zespoły stosowały przepisy z sezonu 1980 roku (w tym przesuwne "fartuchy"). W wyścigu tym Piquet zajął drugie miejsce. Właściwy sezon rozpoczął się wyścigiem o Grand Prix Stanów Zjednoczonych Zachód, w którym wprowadzono Brabhama BT49C. Zaskoczeniem dla zespołu był fakt, że BT49C był jedynym samochodem wykorzystującym "oczywistą" lukę w przepisach, dzięki której zawieszenie mogło "samo" się obniżać. W wyścigu Brabhamy BT49C ścigały się ze zwykłym zawieszeniem, gdyż system hydropneumatyczny kilkakrotnie się blokował. Przez trzy kolejne wyścigi zespół zmieniał system, dzięki czemu wywalczył pole position w Brazylii i Argentynie oraz wygrał w Argentynie i San Marino mimo faktu, że system nie podnosił się i opuszczał poprawnie.
Frank Williams podczas Grand Prix Argentyny złożył zażalenie przeciwko Brabhamowi BT49C, sprzeciwiając się elastyczności stałych "fartuchów", która pozwalała im odtworzyć efekt "fartuchów" przesuwnych. Zażalenie to jednak zostało oddalone. Przed następnym Grand Prix kontrolerzy odrzucili elastyczne "fartuchy", a Brabham zastąpił je sztywniejszym materiałem pożyczonym od jednego z innych zespołów. W trakcie trwania sezonu inne zespoły skopiowały rozwiązanie Brabhama, rozwijając własne systemy obniżające zawieszenie, a w Argentynie skradziono zespołowi przednie sprężyny i cylindry. Po wyjaśnieniu sprawy przez FISA wiele zespołów wprowadziło rozwiązanie polegające na tym, że zawieszenie obniżało się po naciśnięciu przez kierowcę odpowiedniego przycisku, co Murray uznał za frustrujące w świetle starań Brabhama o rozwój systemu uznanego przezeń za legalny. Od szóstej rundy mistrzostw bolidy ponownie były wyposażone w opony Goodyear; historyk sportów motorowych Doug Nye uważa, że kosztowało to Brabhama dobre wyniki w kilku wyścigach ze względu na dostosowanie się amerykańskiej firmy do najnowszych zmian w sporcie. W sezonie 1981 Piquet walczył o tytuł mistrza świata dzięki niezawodności samochodu; jego samochód ukończył 10 z 15 wyścigów, a tylko raz Piquet musiał wycofać się z powodu usterki mechanicznej. W ostatnim wyścigu sezonu, o Grand Prix Las Vegas, Piquet był piąty i zdobył tytuł z przewagą jednego punktu nad Carlosem Reutemannem.
Od 1980 roku Brabham nawiązał współpracę z BMW, które rozwijało silniki turbodoładowane na potrzeby Formuły 1. Napędzane silnikami BMW Brabhamy BT50 zadebiutowały na początku sezonu 1982 i dobrze spisywały się na preferującym mocne samochody torze Kyalami. Jednakże na kolejne dwa wyścigi w miejsce awaryjnego BT50 wystawiono napędzane jednostkami Ford DFV modele BT49D. Piquet wygrał Grand Prix Brazylii, ale po proteście Renault i Ferrari został zdyskwalifikowany za użycie "hamulców chłodzonych wodą". FISA oświadczyła, że od tej pory samochody będą ważone bez płynów, co spowodowało bojkot Grand Prix San Marino przez większość zespołów stosujących silniki Forda (w tym Brabhama). Wskutek pogróżek BMW Brabham nie używał modeli Brabham BT49-Ford aż do szóstej eliminacji, Grand Prix Monako, kiedy to modelem tym ścigał się Riccardo Patrese. Patrese wygrał ten wyścig po chaotycznym ostatnim okrążeniu, podczas którego kilku kierowców wycofało się z wyścigu. Patrese użył modelu BT49D jeszcze w dwóch wyścigach, i w ostatnim wyścigu tego samochodu w Kanadzie był drugi.

## Zawody samochodów historycznych

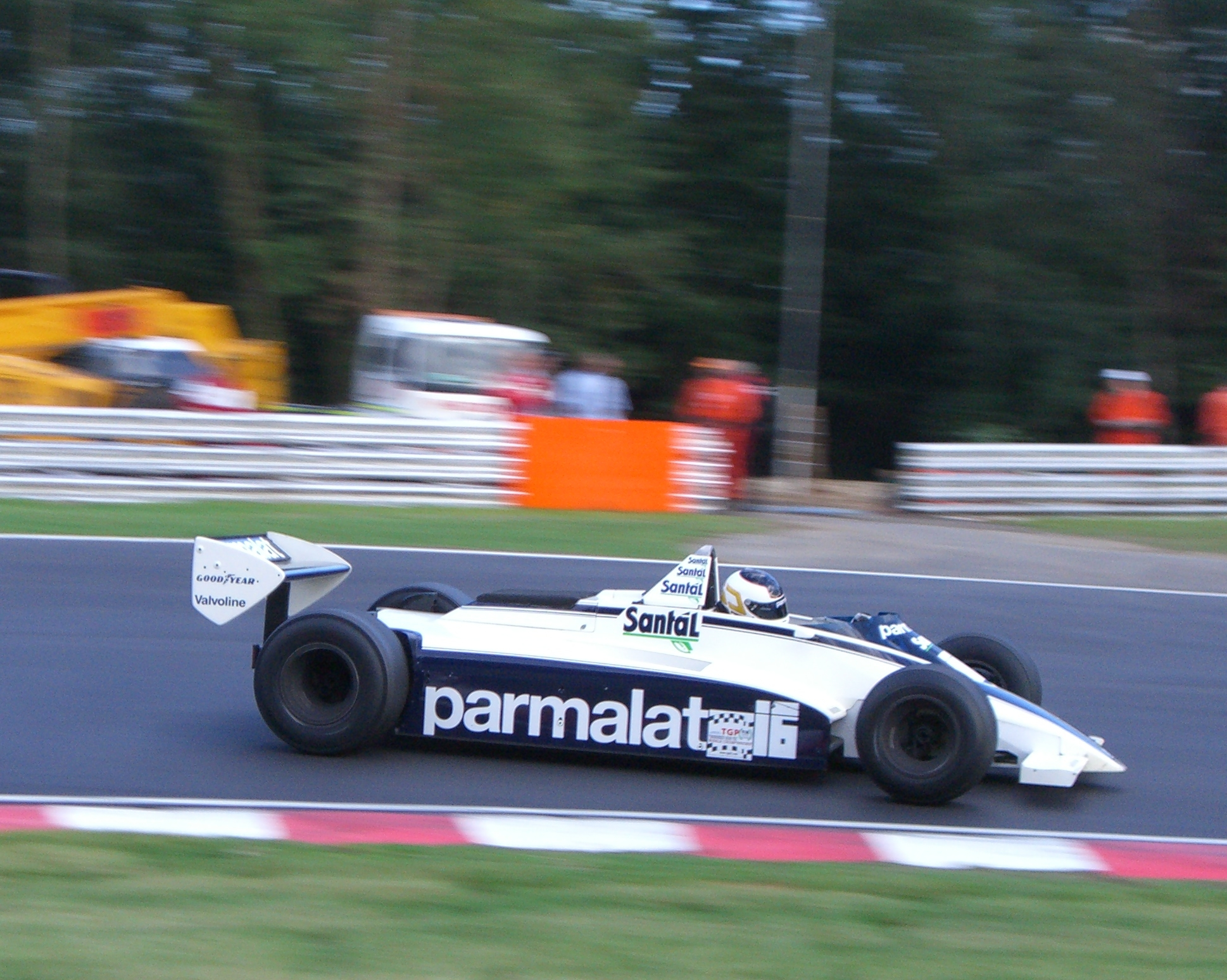
Christian Glaesel w Brabhamie BT49, w którym wygrał mistrzostwa Historycznej Formuły 1 w 2005 roku

Od 1995 roku Brabhamy BT49 regularnie startują w zawodach Historycznej Formuły 1. W zawodach tych biorą udział samochody, które ścigały się w erze silników DFV (tj. pomiędzy sezonami 1967 a 1985). By wyrównać szanse uczestników, istnieje kilka klas. Brabhamy BT49 startują w klasie C, dla samochodów wykorzystujących efekt przypowierzchniowy. W 1999 roku magazyn Motor Sport testował Brabhama BT49D osiągającego moc 530 KM przy 11200 obr./min, ale później regulamin Historycznej Formuły 1 w celu redukcji kosztów ustalił maksymalne obroty na poziomie 10500 obr./min. Można zachować oryginalne "fartuchy", ale muszą one być tak ustawione, że prześwit musi wynosić przynajmniej 40 mm, co ma zniwelować przewagę wynikającą z efektu przypowierzchniowego. Zakazane jest używanie zawieszenia hydropneumatycznego oraz tarcz i klocków hamulcowych wykonanych z włókna węglowego wzmocnionego węglem; zamiast tego używa się zwykłych klocków hamulcowych i stalowych tarcz. Samochody używają opon Avon. Christian Glaesel wygrał zawody Historycznej Formuły 1 w 2005 roku, używając Brabhama BT49D, a Joaquin Folch na Brabhamie BT49C był drugi w latach 2006 oraz 2009.

## Wyniki
| Legenda oznaczeń w tabelach wyników Wyświetl szablon na nowej stronie | Legenda oznaczeń w tabelach wyników Wyświetl szablon na nowej stronie                                                                     |
| Oznaczenie                                                            | Wyjaśnienie |
| --------------------------------------------------------------------- | --- |
| Złoty                                                                 | Zwycięzca lub mistrzostwo |
| Srebrny                                                               | 2. miejsce lub wicemistrzostwo |
| Brązowy                                                               | 3. miejsce lub II wicemistrzostwo |
| Zielony                                                               | Ukończył, punktował (w klasyfikacji generalnej, gdy zdobył co najmniej jeden punkt na przestrzeni sezonu, poza trzema powyższymi opcjami) |
| Niebieski                                                             | Ukończył, nie punktował (w klasyfikacji generalnej, gdy nie zdobył co najmniej jednego punktu na przestrzeni sezonu)                      |
| Czerwony                                                              | Nie zakwalifikował się (NZ) |
| Czerwony                                                              | Nie prekwalifikował się (NPK) |
| Różowy                                                                | Nie ukończył (NU) |
| Różowy                                                                | Niesklasyfikowany (NS) (w klasyfikacji generalnej, gdy nie został sklasyfikowany w żadnym wyścigu sezonu)                                 |
| Czarny                                                                | Zdyskwalifikowany (DK) |
| Czarny                                                                | Wykluczony (WYK/EX) |
| Biały                                                                 | Nie wystartował (NW) |
| Biały                                                                 | Kontuzjowany (K/INJ) |
| Biały                                                                 | Wyścig odwołany (OD/C) |
| Bez koloru                                                            | Został wycofany (WYC/WD) |
| Bez koloru                                                            | Nie przybył (NP/DNA) |
| Bez koloru                                                            | Nie brał udziału w treningach (NT/DNP) |
| Bez koloru                                                            | Nie został zgłoszony (–) |
| Pogrubienie                                                           | Start z pole position |
| Kursywa                                                               | Najszybsze okrążenie wyścigu |
| †                                                                     | Nie ukończył, ale jego rezultat został zaliczony ze względu na przejechanie więcej niż 90% dystansu wyścigu.                              |
| *                                                                     | Sezon w trakcie |
| 1/2/3                                                                 | Punktowana pozycja w sprincie kwalifikacyjnym                                                                                             |
| Lista systemów punktacji Formuły 1                                    | |

| Sezon | Zespół               | Silnik | Kierowcy         | Wyniki w poszczególnych eliminacjach | Wyniki w poszczególnych eliminacjach | Wyniki w poszczególnych eliminacjach | Wyniki w poszczególnych eliminacjach | Wyniki w poszczególnych eliminacjach | Wyniki w poszczególnych eliminacjach | Wyniki w poszczególnych eliminacjach | Wyniki w poszczególnych eliminacjach | Wyniki w poszczególnych eliminacjach | Wyniki w poszczególnych eliminacjach | Wyniki w poszczególnych eliminacjach | Wyniki w poszczególnych eliminacjach | Wyniki w poszczególnych eliminacjach | Wyniki w poszczególnych eliminacjach | Wyniki w poszczególnych eliminacjach | Wyniki w poszczególnych eliminacjach | Wyniki kierowców | Wyniki kierowców | Wyniki konstruktora | Wyniki konstruktora |
| 1979  |                      |        |                  | ARG                                  | BRA                                  | ZAF                                  | USW                                  | ESP                                  | BEL                                  | MCO                                  | FRA                                  | GBR                                  | DEU                                  | AUT                                  | NLD                                  | ITA                                  | CAN                                  | USA                                  |                                      | Punkty           | Pozycja          | Punkty              | Pozycja             |
| ----- | -------------------- | ------ | ---------------- | ------------------------------------ | ------------------------------------ | ------------------------------------ | ------------------------------------ | ------------------------------------ | ------------------------------------ | ------------------------------------ | ------------------------------------ | ------------------------------------ | ------------------------------------ | ------------------------------------ | ------------------------------------ | ------------------------------------ | ------------------------------------ | ------------------------------------ | ------------------------------------ | ---------------- | ---------------- | ------------------- | ------------------- |
| 1979  | Parmalat Racing Team | Ford   | Ricardo Zunino   | -                                    | -                                    | -                                    | -                                    | -                                    | -                                    | -                                    | -                                    | -                                    | -                                    | -                                    | -                                    | -                                    | 7                                    | NU                                   |                                      | 0                | 24               | 0                   | 13                  |
| 1979  | Parmalat Racing Team | Ford   | Nelson Piquet    | -                                    | -                                    | -                                    | -                                    | -                                    | -                                    | -                                    | -                                    | -                                    | -                                    | -                                    | -                                    | -                                    | NU                                   | NU                                   |                                      | 3                | 16               | 0                   | 13                  |
| 1980  |                      |        |                  | ARG                                  | BRA                                  | ZAF                                  | USW                                  | BEL                                  | MCO                                  | FRA                                  | GBR                                  | DEU                                  | AUT                                  | NLD                                  | ITA                                  | CAN                                  | USA                                  |                                      |                                      | Punkty           | Pozycja          | Punkty              | Pozycja             |
| 1980  | Parmalat Racing Team | Ford   | Nelson Piquet    | 2                                    | NU                                   | 4                                    | 1                                    | NU                                   | 3                                    | 4                                    | 2                                    | 4                                    | 5                                    | 1                                    | 1                                    | NU                                   | NU                                   |                                      |                                      | 54               | 2                | 55                  | 3                   |
| 1980  | Parmalat Racing Team | Ford   | Ricardo Zunino   | 7                                    | 8                                    | 10                                   | NU                                   | NU                                   | NZ                                   | NU                                   | -                                    | -                                    | -                                    | -                                    | -                                    | -                                    | -                                    |                                      |                                      | 0                | 23               | 55                  | 3                   |
| 1980  | Parmalat Racing Team | Ford   | Héctor Rebaque   | -                                    | -                                    | -                                    | -                                    | -                                    | -                                    | -                                    | 7                                    | NU                                   | 10                                   | NU                                   | NU                                   | 6                                    | NU                                   |                                      |                                      | 1                | 21               | 55                  | 3                   |
| 1981  |                      |        |                  | USW                                  | BRA                                  | ARG                                  | SMR                                  | BEL                                  | MCO                                  | ESP                                  | FRA                                  | GBR                                  | DEU                                  | AUT                                  | NLD                                  | ITA                                  | CAN                                  | VEG                                  |                                      | Punkty           | Pozycja          | Punkty              | Pozycja             |
| 1981  | Parmalat Racing Team | Ford   | Nelson Piquet    | 3                                    | 12                                   | 1                                    | 1                                    | NU                                   | NU                                   | NU                                   | 3                                    | NU                                   | 1                                    | 3                                    | 2                                    | 6                                    | 5                                    | 5                                    |                                      | 50               | 1                | 61                  | 2                   |
| 1981  | Parmalat Racing Team | Ford   | Héctor Rebaque   | NU                                   | NU                                   | NU                                   | 4                                    | NU                                   | NZ                                   | NU                                   | 9                                    | 5                                    | 4                                    | NU                                   | 4                                    | NU                                   | NU                                   | NU                                   |                                      | 11               | 10               | 61                  | 2                   |
| 1982  |                      |        |                  | ZAF                                  | BRA                                  | USW                                  | SMR                                  | BEL                                  | MCO                                  | USE                                  | CAN                                  | NLD                                  | GBR                                  | FRA                                  | DEU                                  | AUT                                  | CHE                                  | ITA                                  | VEG                                  | Punkty           | Pozycja          | Punkty              | Pozycja             |
| 1982  | Parmalat Racing Team | Ford   | Nelson Piquet    | -                                    | DK                                   | NU                                   | -                                    | -                                    | -                                    | -                                    | -                                    | -                                    | -                                    | -                                    | -                                    | -                                    | -                                    | -                                    | -                                    | 20               | 11               | 19                  | 9                   |
| 1982  | Parmalat Racing Team | Ford   | Riccardo Patrese | -                                    | NU                                   | 3                                    | -                                    | -                                    | 1                                    | NU                                   | 2                                    | -                                    | -                                    | -                                    | -                                    | -                                    | -                                    | -                                    | -                                    | 21               | 10               | 19                  | 9                   |